# Violent J
Joseph Frank "Joe" Bruce (nascido em 28 de abril de 1972) é um rapper, produtor musical e wrestler estadunidense.
Bruce é mais conhecido pela alcunha Violent J dos Insane Clown Posse. Ele é o co-fundador da Psychopathic Records, junto com seu parceiro da I.C.P. Joseph Utsler (Shaggy 2 Dope) e seu ex-agente, Alex Abbiss. Junto com Utsler, Bruce é o dono da Juggalo Championship Wrestling.